# Cybaeus tetricus
Espèce
Synonymes
- Amaurobius tetricus C. L. Koch, 1839

Cybaeus tetricus est une espèce d'araignées aranéomorphes de la famille des Cybaeidae.

## Distribution
Cette espèce se rencontre en Europe.

## Description
Les mâles mesurent de 5 à 6 mm et les femelles de 7 à 8,5 mm.

## Publication originale
- C. L. Koch, 1839 : Die Arachniden. Nürnberg, Sechster Band, p. 1-156 (texte intégral).